# Bombardement de la caserne de Desna
Le bombardement de la caserne de Desna est un événement de l'invasion russe de l'Ukraine qui survient le 17 mai 2022 lorsqu'une frappe aérienne de l'armée de l'air russe touche une caserne militaire à Desna, dans l'oblast de Tchernihiv, en Ukraine.

## Victimes
Les autorités ukrainiennes ont initialement signalé que huit personnes étaient mortes et douze autres blessées, mais ont mis à jour le nombre de victimes une semaine plus tard lorsque le Président Volodymyr Zelensky a déclaré que 87 corps avaient été retrouvés,. Des responsables russes ont déclaré que l'armée avait utilisé "des missiles de haute précision à longue portée". Il s'agit de l'attaque ayant entraîné le plus grand nombre de victimes dans l'armée ukrainienne lors de l'invasion de l'Ukraine par la Russie de 2022.